# Богаткин, Владимир Николаевич
Владимир Николаевич Богаткин (9 [22] февраля 1903 — 17 января 1956) — генерал-лейтенант Советской Армии, участник Гражданской и Великой Отечественной войн.

## Биография

Военный Совет Северо-Западного фронта. В.Н. Богаткин, П.А. Курочкин, Н.Ф. Ватутин,
1941 год

Владимир Богаткин родился 22 февраля 1903 года в Челябинске. В 1920 году он был призван на службу в Рабоче-крестьянскую Красную Армию. Участвовал в боях Гражданской войны. В 1922 году он окончил военную пехотную школу, в 1923 году — артиллерийскую школу. Служил на военно-политических должностях. В 1933 году Богаткин окончил Коммунистический университет имени Я. М. Свердлова.
Перед войной Богаткин служил начальником политуправления, членом Военного совета Московского военного округа, ответственным редактором газеты «Красная звезда». В июле 1941 года он был назначен членом Военного совета Северо-Западного фронта. С июня 1943 года он руководил инспекторской группой Главного политического управления РККА. Позднее был членом Военных советов 2-го Прибалтийского и Ленинградского фронтов.
После окончания войны Богаткин служил с июля 1945 года членом Военного Совета Ленинградского военного округа. С января 1947 года — заместитель командующего войсками Ленинградского военного округа по политической части. Затем служил начальником политотдела Генерального штаба Вооружённых Сил СССР.
Владимир Николаевич Богаткин скончался 17 января 1956 года, похоронен на Новодевичьем кладбище Москвы неподалёку от своего сына, погибшего на фронте Героя Советского Союза Владимира Владимировича Богаткина.
Награды
два ордена Ленина
четыре ордена Красного Знамени,
орденом Суворова 1-й степени
орденом Кутузова 1-й степени (29.07.1944)
медаль "XX лет РККА" (22.02.1938)
рядом медалей и монгольским орденом.